# Epiplatys fasciolatus
Epiplatys fasciolatus es una especie de pez de la familia de los aplocheílidos en el orden de los ciprinodontiformes.

## Morfología
Los machos pueden alcanzar los 9 cm de longitud total.

## Distribución geográfica
Se encuentran en África: desde Guinea Bissau hasta el sur de Liberia.